# Francisco Franco Salgado-Araujo
Francisco Franco Salgado-Araujo (Ferrol, la Corunya, 1890 - Madrid, 1 de maig de 1975), conegut familiarment com a Pacón, fou un militar espanyol, cosí carnal i col·laborador del dictador espanyol Francisco Franco Bahamonde. Durant la Guerra Civil Espanyola i la posterior dictadura franquista va romandre al costat del seu cosí, i fou reconegut com d'un dels seus més íntims col·laboradors en l'àmbit personal.

## Biografia

### Carrera militar
En 1908 Franco Salgado-Araujo va ingressar en l'Acadèmia d'Infanteria de Toledo, i en 1912, un any després d'haver estat nomenat alferes, és enviat al Marroc espanyol, on participa en la Guerra del Rif. Salgado-Araujo ràpidament es va caracteritzar per la seva afinitat amb el seu cosí, Francisco Franco, la qual cosa el va convertir en un fidel col·laborador de camp. Col·laboraria especialment amb ell durant la preparació del cop d'estat del 18 de juliol de 1936. De fet, l'acompanyaria durant el vol de Las Palmas de Gran Canaria a Tetuan a bord del Dragon Rapide. Durant la Guerra Civil Espanyola continuà al seu costat, especialment quan Franco es convertí en Cap d'Estat i líder del Bàndol Revoltat, i després de la instauració de la Dictadura franquista seria nomenat 2n cap de la Casa Militar de Francisco Franco. Finalment, en 1954 fou nomenat cap de la Casa Militar de Franco, càrec del que cessaria el 7 d'agost de 1956 en ser substituït pel general Antonio Barroso Sánchez-Guerra.
En l'àmbit militar, en 1945 va ser ascendit a General de Divisió i recompensat amb la gran creu de l'Orde de Sant Hermenegild. En abril de 1950 fou nomenat comandant en cap de l'11a Divisió, de guarnició a Madrid, càrrec que ocuparia durant gairebé tres anys fins que va ser ascendit a l'ocupació de Tinent General i sent nomenat Capità General de la V Regió Militar (Saragossa) i al seu torn del Cos d'Exèrcit Aragó V.

### Vida personal
Va estar casat dos cops, la primera amb María Luisa Revilla Vidal i la segona amb María del Pilar de la Rocha Nogués.
A més de la seva professió castrense, Salgado-Araujo també es va veure embolicat en els negocis del franquisme tal qual ocorria amb bona part dels membres de la família Franco i tots aquells afins al dictador. Així doncs, va ocupar càrrecs en diferents consells d'administració, fundacions o empreses com a representant de l'estat. Per exemple, la Fundación "Hogares Infantiles Hispano-Argentinos" instituïda per ell mateix (1943), o el seu nomenament com a Subcomissari del Banco de Crédito Local d'Espanya (1956).

## Obra escrita
Després de la seva defunció van ser publicades dues obres pòstumes: Mis conversaciones privadas con Franco (1976) i Mi vida junto a Franco (1977). Per a l'historiador Ricardo de la Cierva, "les converses entre els dos cosins Franco són autèntiques i verídiques, ja que entre les múltiples virtuts de Franco Salgado no brilla una gran imaginació". Sobre les Conversaciones privadas con Franco, De la Cierva apunta que Franco Salgado-Araujo va escriure aquesta obra des d'un profund ressentiment cap al seu cosí i aportant nombroses dades sobre els negocis que mantenien tots aquells que pertanyien al cercle de Franco. Els comentaris que fa sobre l'esposa de Franco, Carmen Polo, també deixen entreveure un fort conflicte personal:
| «                              | "...hi ha dies que no s'aguanta ni a si mateixa. Adopta un aire de severitat i empaquetatge absurd..." | » |
| — Franco Salgado-Araujo (1954) | |   |

L'obra de Salgado-Araujo va aportar als historiadors nous dades i una nova visió de cara a l'estudi de la figura de Franco. Un exemple d'això és assenyalat per Paul Preston, amb el cas dels bombardejos de Barcelona de març de 1938: Aquests havien estat ordenats directament per Benito Mussolini, encara que Franco digués llavors que s'havien produït sense el seu coneixement. Referent a això, Salgado-Araujo va indicar que en 1967 Franco li havia comentat que "tots els bombardejos es feien sempre per decisió especial del comandament espanyol". En altres passatges, Salgado-Araujo comentava sobre els negocis de la família Franco i el propi caudillo:
| «                                           | “A mi no m'agrada que S.E. [Sa Excel·lència] estigui al capdavant d'una Societat Anònima per raó del seu càrrec. Crec que hagués estat millor que comprés ell totes les accions i la finca la inscrivís al seu nom, doncs seria el seriós, i molt més quan tothom sap que la finca és de S.E. i que per allí està Sanchiz com a col·laborador o encarregat...” | » |
| — Franco Salgado-Araujo, 19 d'agost de 1955 | |   |

## Condecoracions
- Orde Mehdauïa (1939).[17]
- Gran oficial de l'Orde de la Corona d'Itàlia (1939).[18]
- Gran creu de l'Orde del Mèrit Naval (1945).[19]
- Cavaller gran creu de l'Orde de Sant Hermenegild (1945).[20]